# Isabelle (Foix)

Wappen von Foix-Béarn

Isabelle de Foix-Castelbon (franz: Isabeau, okzit: Isabel) (* um 1361; † 1428) war seit 1398 bis zu ihrem Tod Gräfin von Foix, Vizegräfin von Béarn, Marsan und Lautrec sowie Co-Herrin von Andorra. Seit 1400 war sie zudem Vizegräfin von Castelbon. Sie war das älteste Kind und einzige Tochter des Vizegrafen Roger Bernard IV. von Castelbon und dessen Ehefrau Geraude de Navailles.
Nach dem Tod ihres jüngeren Bruders Graf Mathieu 1398 war Isabelle als letzte lebende Angehörige des Hauses Foix Erbin dessen umfangreichen Besitzes, welches sich vor allem am Nordhang der Pyrenäen konzentrierte. Dieses Erbe wurde ihr aber von der französischen Krone bestritten, was vor allem daran lag, dass Isabelle seit 1381 mit Archambaud de Grailly verheiratet war, dessen Familie seit mehreren Generationen treue Anhänger des englischen Königs war, des Feindes Frankreichs im Hundertjährigen Krieg. König Karl VI. wollte verhindern, dass das Erbe von Foix in den Einflussbereich Englands wechselte, deshalb marschierte ein königliches Heer unter der Führung des Connétable de Sancerre in die Grafschaft von Foix ein und besetzte größere Teile davon. In dieser Situation waren Isabelle und ihr Ehemann bereit, sich der französischen Krone zu unterwerfen. Im Vertrag von Tarbes am 10. Mai 1399 wurde Isabelle in ihrem Erbe anerkennt, ihr Ehemann musste aber seine Gefolgschaft zum englischen König aufgeben, und die beiden älteren Söhne des Paares sollten als Geiseln an den königlichen Hof ziehen. Für Foix und Lautrec musste die Familie dem französischen König huldigen, während sie aber den gascognischen Besitz (Béarn und Marsan) als souveränes Fürstentum regierten.
Dadurch war der Verbleib der neuen gräflichen Dynastie im Rahmen der französischen Feudalwelt gewährleistet, was sich auch in ihrem Namen niederschlug, denn Isabelles Nachkommen verzichteten auf die Führung des Namens und Wappens von Grailly zugunsten der des Hauses Foix. Die Treue des neuen Hauses zu Frankreich wurde 1412 mit der Ernennung Archambauds zum Lieutenant-Général des Languedoc belohnt. Einen weiteren Machtausbau konnte die Familie 1419 verzeichnen, nachdem Isabelles Sohn Mathieu die Erbin der benachbarten Grafschaft Comminges geheiratet hatte.
Auch zu ihrem südlichen Nachbarn, dem Königreich Aragon, entspannten sich die Verhältnisse, nachdem König Martin I. 1400 Isabelle die Vizegrafschaft Castelbon, welche der König ihrem Bruder 1386 entzogen hatte, wieder zurückerstattete. Bei Aragon verblieben lediglich noch wenige Burgen, die aber später an Isabellas Nachkommen übergeben werden sollten.
Isabelle verstarb 1428 und wurde in der Abtei von Boulbonne, der Ruhestätte ihrer Vorfahren, bestattet.

## Ehe und Nachfolgeregelung
Gräfin Isabelle war seit 1381 mit Archambaud de Grailly († 1413) verheiratet, mit dem sie fünf Söhne hatte:
- Johann I. (* 1382; † 1436), Nachfolger als Graf von Foix, Vizegraf von Béarn, Marsan, Lautrec und Castelbon sowie Co-Herr von Andorra
- Gaston I. († nach 1455), Captal de Buch, Graf von Longueville, Vizegraf von Bénauges und Herr von Grailly
- Archambaud († 10. September 1419), Herr von Navailles, im Dienste des Herzogs Johann von Burgund mit diesem auf der Brücke von Montereau ermordet
- Mathieu († Dezember 1453), ⚭ I) 1419 Gräfin Marguerite von Comminges, ⚭ II) 1446 Catharine d’Aspet
- Pierre l’Ancien (* 1386; † 13. Dezember 1464 in Avignon), seit 1409 Kardinal, 1405–1422 Bischof von Lescar, 1450–1463 Erzbischof von Arles

Um zu gewährleisten, dass das Erbe von Foix im Spannungsfeld zwischen den Königreichen Frankreich und England auch für die Zukunft zusammengehalten wird, wurde dieses vollständig gemäß einem familiären Arrangement an Isabelles ältesten Sohn Johann I. vererbt, der zweitälteste, Gaston I., bekam das Erbe seines Vaters, für welches in seiner Gesamtheit der König von England als Lehnsherr anerkannt werden musste.